# Bupleurum qinghaiense
Bupleurum qinghaiense là một loài thực vật có hoa trong họ Hoa tán. Loài này được Yin Li & J.X.Guo mô tả khoa học đầu tiên năm 1993.